# 다카테라촌
다카테라촌(高寺村)은 후쿠시마현 가와누마군에 있던 촌이다.

## 역사
- 1889년 4월 1일 - 정촌제 시행에 의해 다카테라촌 단독으로 자치체를 형성하였다.
- 1954년 3월 31일 - 가타카도촌, 다바네마쓰촌과 합병해, 새로운 다카레테촌이 성립하였다
- 1955년 3월 31일 - 신고촌, 센사키촌 및 야마군 야마사토촌과 합병해, 다카사토촌이 성립하여, 동일 다카테라촌이 폐지되었다.

## 교통

### 철도
- 일본국유철도
  - 다다미선
  - 반에쓰사이선

현재는 촌 지역에 정차하지만 구 촌역에는 노선이 소재하지 않았지만 다른 지역에서 이용해야 했다.

### 도로
- 에치고 가도 (2급국도 115호 니가타 헤이센, 현 국도 49호)

현재는 반에쓰 자동차도가 구 촌 지역을 통과하지만 당시에는 미개통 상태였다. 

## 참고문헌
- 角川日本地名大辞典 7 福島県
- 『全國市町村便攬 六版』全國教育圖書、1949年9月5日。